# 브루노 줄리
루이스 리처드 브루노 줄리(영어: Louis Richard Bruno Julie, 1978년 7월 11일~)는 모리셔스의 권투 선수이다. 2008년 하계 올림픽에서 남자 밴텀급 동메달을 획득하여 모리셔스 최초의 올림픽 메달리스트가 되었다.